# آلبرتو رودریگز لارتا
آلبرتو رودریگز لارِتا (اسپانیایی: Alberto Rodriguez Larreta‎؛ زادهٔ ۱۴ ژانویهٔ ۱۹۳۴ در بوئنوس آیرس، درگذشتهٔ ۱۱ مارس ۱۹۷۷) رانندهٔ مسابقات اتومبیل‌رانی فرمول یک اهل آرژانتین بود که در فصل ۱۹۶۰ در مجموع در یک گراند پری شرکت کرد، اما موفق به کسب هیچ امتیازی نشد.
لارتا در ۱۱ مارس ۱۹۷۷ بر اثر سکته قلبی درگذشت.